# Ghiacciaio Arena
Il ghiacciaio Arena è un ghiacciaio lungo circa 5,1 km situato sulla costa settentrionale della penisola Trinity, nella parte settentrionale della Terra di Graham, in Antartide. Il ghiacciaio, il cui punto più alto si trova a circa 300 m s.l.m., fluisce in direzione nord-est a partire dal monte Taylor fino ad entrare nella baia Speranza, circa 3 km a sud-ovest di punta Sheppard.

## Storia
Il ghiacciaio Arena fu mappato dal British Antarctic Survey, che all'epoca si chiamava ancora Falkland Islands and Dependencies Survey, grazie a fotografie aeree scattate durante varie spedizioni effettuate dalla stessa agenzia tra il 1948 e il 1955 e fu poi così battezzato dallo stesso FIDS poiché il piatto piano ghiacciato presente nella parte superiore del ghiacciaio, circondato com'è dai picchi Gemelli, dal monte Taylor e dalla dorsale Lama, ricorda un'arena.

## Galleria d'immagini
|                                                        |  |
|                                                        |  |
| Il ghiacciaio Arena visto sempre in maggior dettaglio. |  |